# Sannicandro di Bari
Sannicandro di Bari es una localidad italiana de la provincia de Bari, región de Puglia, con 9762 habitantes.

## Evolución demográfica
| Gráfica de evolución demográfica de Sannicandro di Bari entre 1861 y 2001 |
|                                                                           |
| Fuente ISTAT - elaboración gráfica de Wikipedia                           |